# Xavier Panseri
 (février 2016).
Si vous disposez d'ouvrages ou d'articles de référence ou si vous connaissez des sites web de qualité traitant du thème abordé ici, merci de compléter l'article en donnant les références utiles à sa vérifiabilité et en les liant à la section « Notes et références ».
Pas d'image ? Cliquez ici
Xavier Panseri est un copilote français de rallye automobile né le 21 mai 1971 à Lons-le-Saunier.

## Palmarès

### Rallye Dakar
- 2015: pilote: Krzysztof Holowczyc - 3e

### Rallye
avec le pilote Bryan Bouffier
- Vainqueur du Rallye d'Antibes 2014
- Vainqueur du Tour de Corse 2013
- Vainqueur du Rallye automobile Monte-Carlo 2011
- Vainqueur du Rallye du Limousin 2010
- Vainqueur du Critérium des Cévennes 2010
- Champion de France des Rallyes-Copilotes 2010
- Vainqueur des Championnats de Pologne 2007, 2008 et 2009